# Юнайпон, Дэвид
Дэвид Юнайпон (англ. David Unaipon; 28 сентября 1872, Пойнт-Макли, ныне Рауккан, Южная Австралия — 7 февраля 1967, там же) — проповедник, изобретатель, писатель и журналист родом из аборигенов Австралии (народ нгарринтьери). Его память увековечена изображением на банкноте в 50 австралийских долларов.

## Биография
Родился в миссии Пойнт-Макли (ныне Рауккан) на берегу озера Александрина, округ (ныне национальный парк) Куронг, Южная Австралия. Дэвид Юнайпон был сыном Джеймса Юнайпона, первого аборигенного проповедника.

### Изобретатель
Юнайпон был обладателем 10 патентов, однако не имел достаточно денег для широкого внедрения своих изобретений. В частности, он предложил проект вертолёта, основанный на принципе полёта австралийского бумеранга.
Как и его отец, Юнайпон был очень религиозен. Он считал, что духовность австралийских аборигенов имеет родство с христианской духовностью. По поручению Ассоциации друзей аборигенов он занимался сбором средств на благотворительные проекты. В ходе своих путешествий он общался со множеством интеллектуалов, заинтересованных в отстаивании прав аборигенов. Путешествия дали ему возможность прочесть ряд лекций о положении коренного населения Австралии и их культуре. В то же время в ходе путешествий ему нередко приходилось сталкиваться с проявлениями расизма, когда из-за цвета кожи ему отказывали в жилье и пище.
Юнайпон предложил правительству Южной Австралии отменить должность Верховного протектора аборигенов и учредить вместо неё совет ответственных лиц. Он был однажды арестован за агитацию о выделении из Австралии аборигенной территории в центральной и северной части страны.

### Писатель и журналист
Юнайпон был одним из первых опубликованных писателей аборигенного происхождения. Он написал многочисленные статьи для газет и журналов, в частности, для Sydney Daily Telegraph, в которых пересказывал традиционные мифы и сказания аборигенов и отстаивал их права.
Некоторые из аборигенных историй, обработанных Юнайпоном, опубликовал в 1930 г. под своим именем антрополог Уильям Рамсей Смит в книге «Мифы и легенды австралийских аборигенов» (Myths and Legends of the Australian Aboriginals). Позднее выяснилось, что Юнайпон, нуждавшийся в деньгах, продал ему свои рассказы. В 2006 г. эти мифы были опубликованы под именем Юнайпона и в оригинальной форме в книге «Легенды австралийских аборигенов» (Legendary Tales of the Australian Aborigines).
Также Юнайпон участвовал в расследовании и был свидетелем по депутатскому запросу Бликли о благосостоянии австралийских аборигенов. Он лоббировал перед правительством Австралии, чтобы последнее приняло на себя ответственность за благосостояние аборигенов, проживающих на территории Австралии.
В пожилом возрасте Юнайпон вернулся в родные места, где занимался попытками соорудить вечный двигатель. Он умер в больнице Таллем-Бенд 7 февраля 1967 г. и похоронен на кладбище миссии Рауккан (ранее Пойнт-Макли).

### Наследие
Танцевальный театр «Бангарра» исполняет представление-танец о жизни Юнайпона. В Австралии учреждена ежегодная Литературная премия имени Дэвида Юнайпона (David Unaipon Literary Award) за лучшее произведение года из неопубликованных авторов, являющихся аборигенами Австралии и островов Торресова пролива. В честь него назван Колледж аборигенного образования и исследований при Университете Южной Австралии.

## Сочинения
- David Unaipon; Legendary Tales of the Australian Aborigines. Melbourne: Melbourne University Press. ISBN 0-522-84905-9.